# Bokobrody

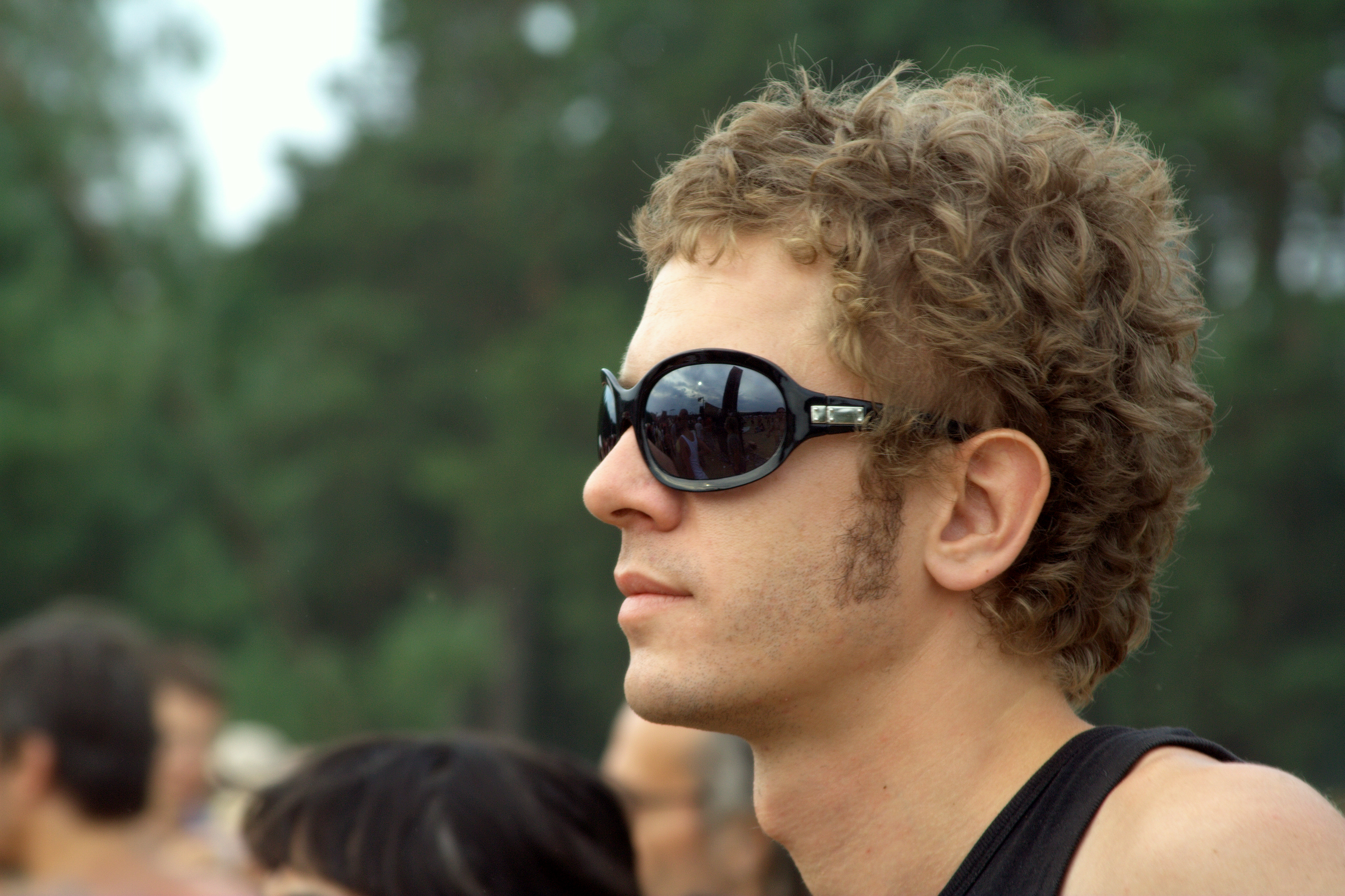
Lewy bak

Bokobrody, baki, baczki – rodzaj zarostu u mężczyzn, który wyrasta przed uszami po obu bokach twarzy i rozciąga się od linii owłosienia głowy w kierunku linii brody. Bokobrody mogą mieć różne kształty; mogą być krótkie i długie; proste, zwężające się lub rozszerzające się u dołu: mogą łączyć się z wąsami lub brodą; wymagają zapuszczenia i pielęgnacji.
Termin jest także stosowany w zoologii, zootechnice i gwarze myśliwskiej do opisu charakterystycznego owłosienia lub upierzenia występującego u niektórych gatunków zwierząt.

## Etymologia i synonimy
W języku polskim bokobrody, gdyż porastają boki twarzy, zwane też są też bakami lub zdrobniale baczkami, a także bakenbardami, faworytami albo potocznie i przestarzale „pekaesami”. W krajach anglosaskich nazywane są ang. sideburns. Ich nazwa jest eponimem od nazwiska Ambrose’a Everetta Burnside’a, popularnego amerykańskiego dziewiętnastowiecznego żołnierza, dyrektora kolei, wynalazcy, przemysłowca oraz polityka, który świadomie je promował jako element męskiej mody, machismo. W języku hiszpańskim funkcjonują nazwy patilla lub balcarrotas, to drugie określenie wywodzi się od XVII-wiecznych meksykańskich i kolumbijskich indiańskich rebeliantów.

## Moda
W kulturze zachodniej były popularne na przykład podczas Dyrektoriatu oraz później podczas La Belle Epoque, aż do okresu I wojny światowej, gdy zaprzestano ich noszenia w ramach postępującej militaryzacji oraz wynikającej z tego mody wzorowanej na regulacjach obowiązujących żołnierzy frontowych, przyczyniła się do tego także komercyjna promocja żyletek do golenia zarostu na twarzy.
Zarzucone i wyśmiewane w okresie międzywojennym (na przykład, gdy prezydent Roosevelt próbował je zapuścić po kryjomu podczas wakacji na jachcie, został wyśmiany przez swą żonę Eleanor), bokobrody zostały przywrócone do łask w latach 50. XX wieku.

## Symbolika i wymowa

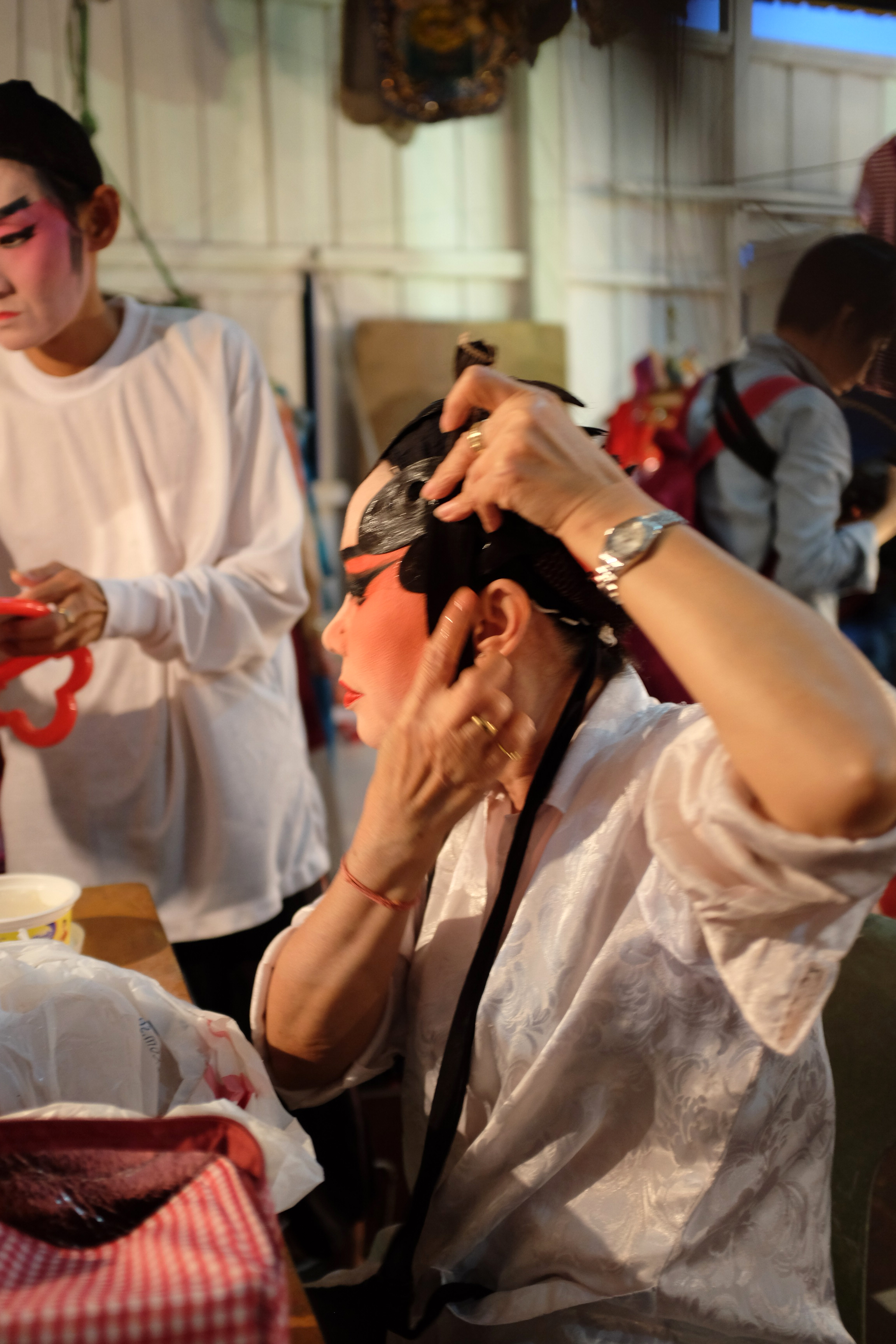
Doklejanie bokobrodów; przedstawienie opery chińskiej w Pulau Ubin w 2014 roku, Singapur

W europejskim teatrze bywają podkreślane lub wręcz dolepiane jako rekwizyt, zwykle w ramach sztafażu sygnalizującego okres historyczny przed I wojną światową: mundurków, tużurków, szapoklaków, sztywnych kołnierzyków „Vatermörder”, lasek czy galonów, stereotypowo cechujących stany wyższe przedwojennego społeczeństwa klasowego.
Z kolei w burzliwym okresie po drugiej wojnie światowej wróciły do mody dzięki ich przeciwieństwu: „zdeklasowanym” czy proletariackim wręcz powojennym „buntownikom bez powodu”, „nieokiełznanym” „prawdziwym mężczyznom”, na przykład Marlonowi Brando, gangom motocyklowym, a z drugiej strony rebelianckim i wywrotowym beatnikom, grupom kontestującym tym samym powojenną „małą stabilizację”:
„Jeśli chcesz wyglądać jak nikczemnik [...] to w takim razie, jeśli mógłbym ci coś zasugerować, dobrym pomysłem byłoby zapuszczenie kłaków, czyli baków”. (cytat z powieści detektywistycznej z 1965 roku)
Oprócz bycia na cenzurowanym do lat 60. XX wieku w kulturze anglosaskiej, czy oficjalnie zwalczanych jak podczas pierwszej wojny światowej, często ich symbolika wiąże się z okazywaniem męskiej siły i przemocy: XVII-wieczni meksykańscy i kolumbijscy Indianie nosili długie baczki, zazwyczaj bez żadnego innego zarostu, tak zwane „balcarrotas”, uważane wtedy za znak męskiej próżności i zakazane przez władze kolonialne w Nowej Hiszpanii, co doprowadziło do zamieszek w 1692 roku:
Balcarrotas: kosmyki włosów, zwykle splecione w warkocze, które niektórzy meksykańscy Indianie pozostawiali zwisające po bokach twarzy, pozostawiając resztę głowy ogoloną. W Kolumbii zaś są to te części brody, które rosną tylko od policzków do baków (ze słownikowej definicji pojęcia)
W czasach dynastii Song (X-XIII w.) bokobrody były popularne wśród żołnierzy, zwłaszcza mistrzów chińskich sztuk walki, i uważane za oznakę męskości.

## Przykłady

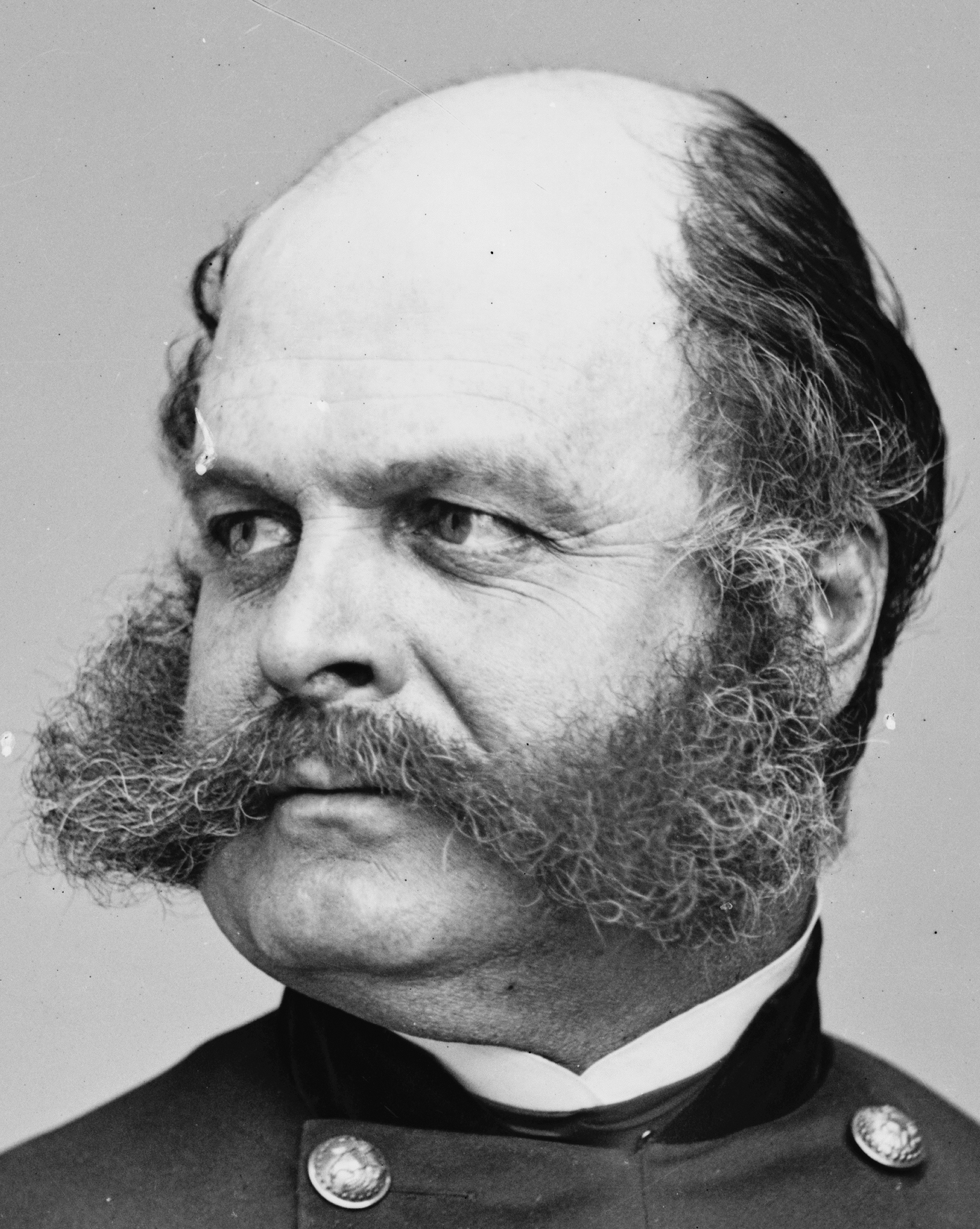
Ambrose Burnside, lata 60. XIX wieku
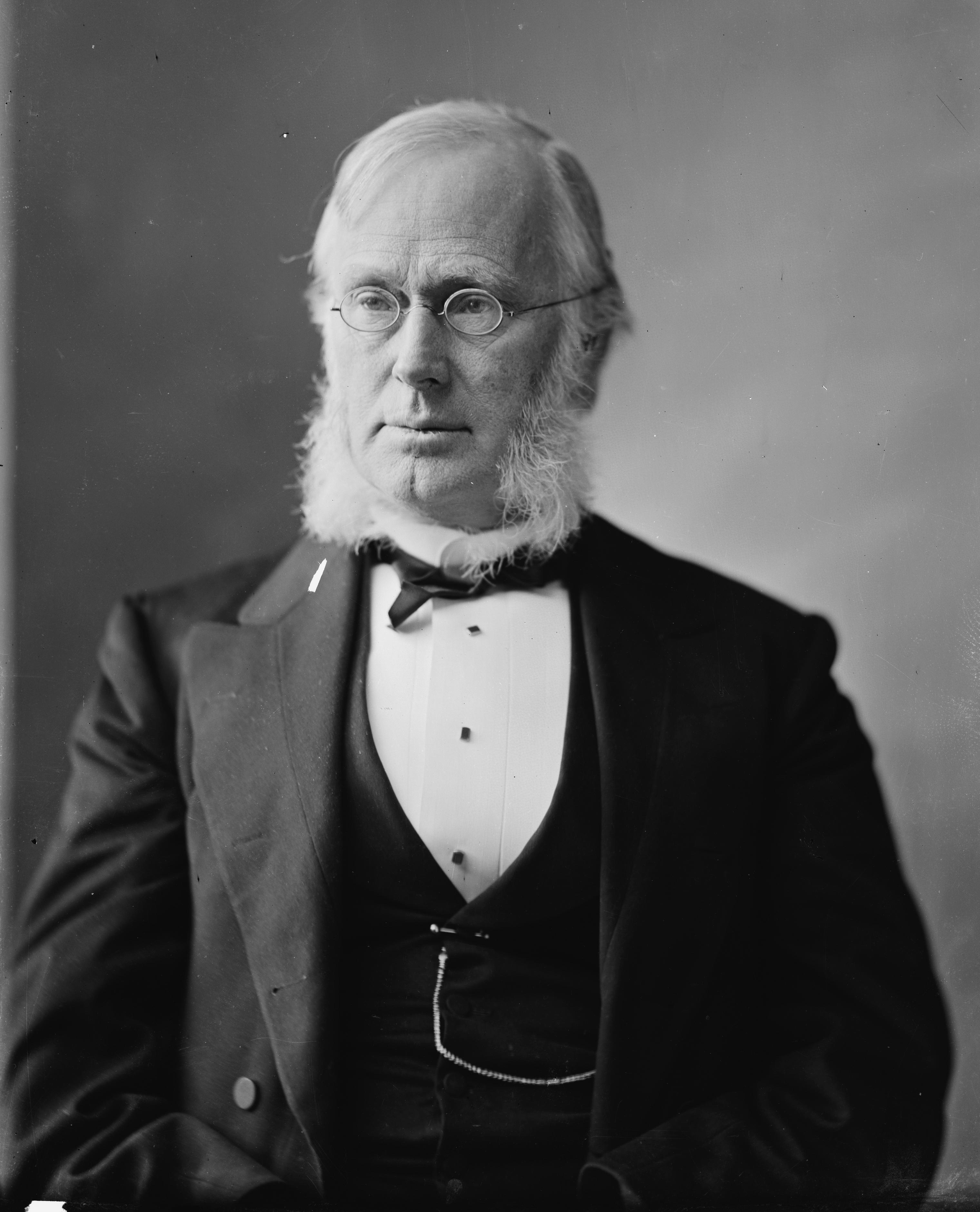
Senator George Frisbie Hoar(inne języki), lata 70. XIX wieku
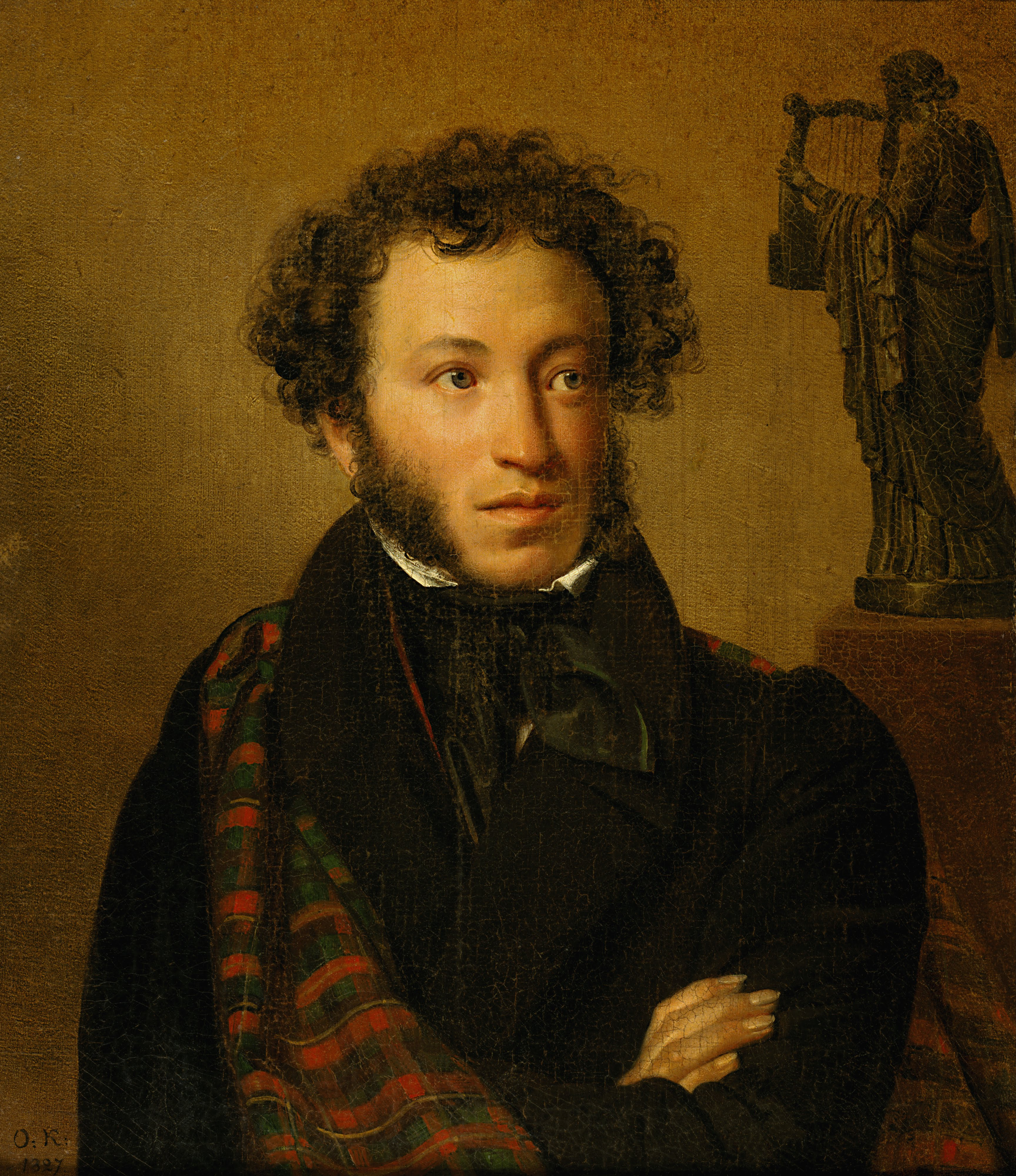
Aleksander Puszkin, lata 20. XIX wieku
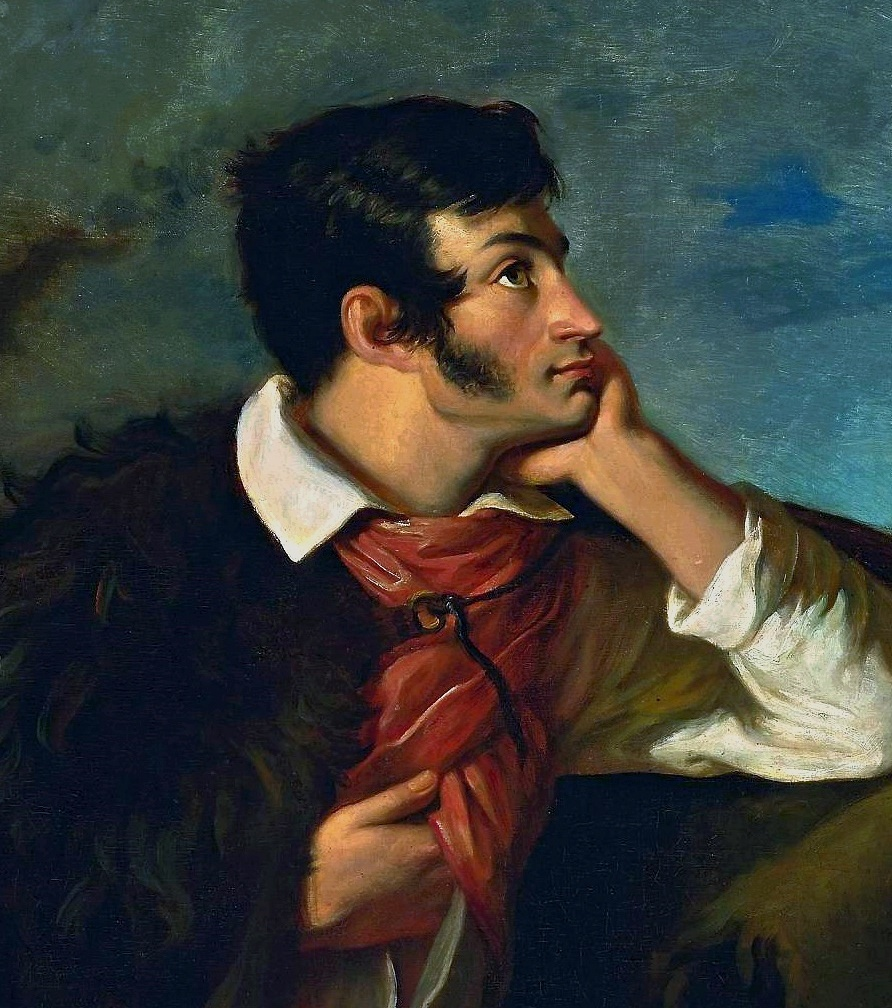
Adam Mickiewicz
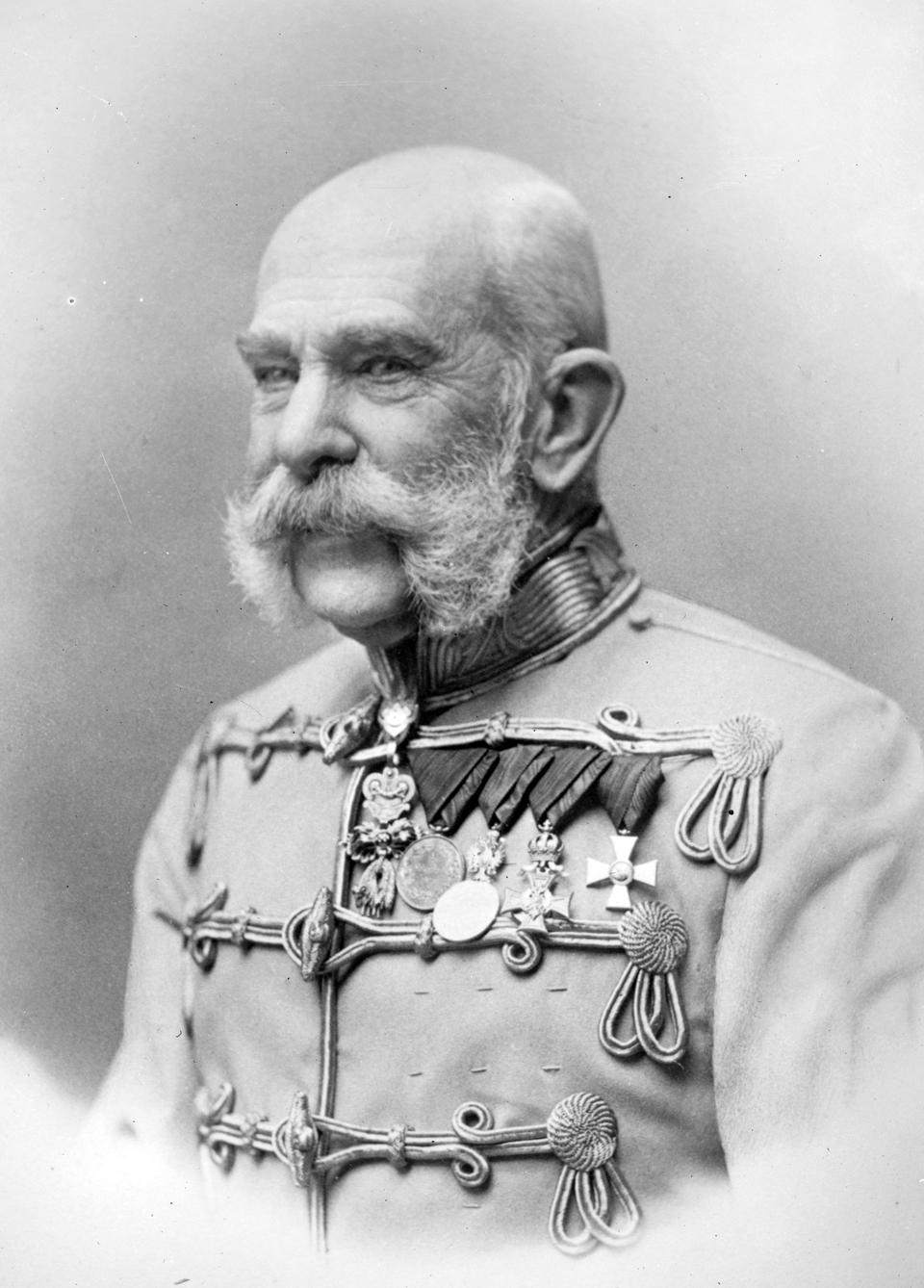
Cesarz Franciszek Józef I, pierwsza dekada XX wieku
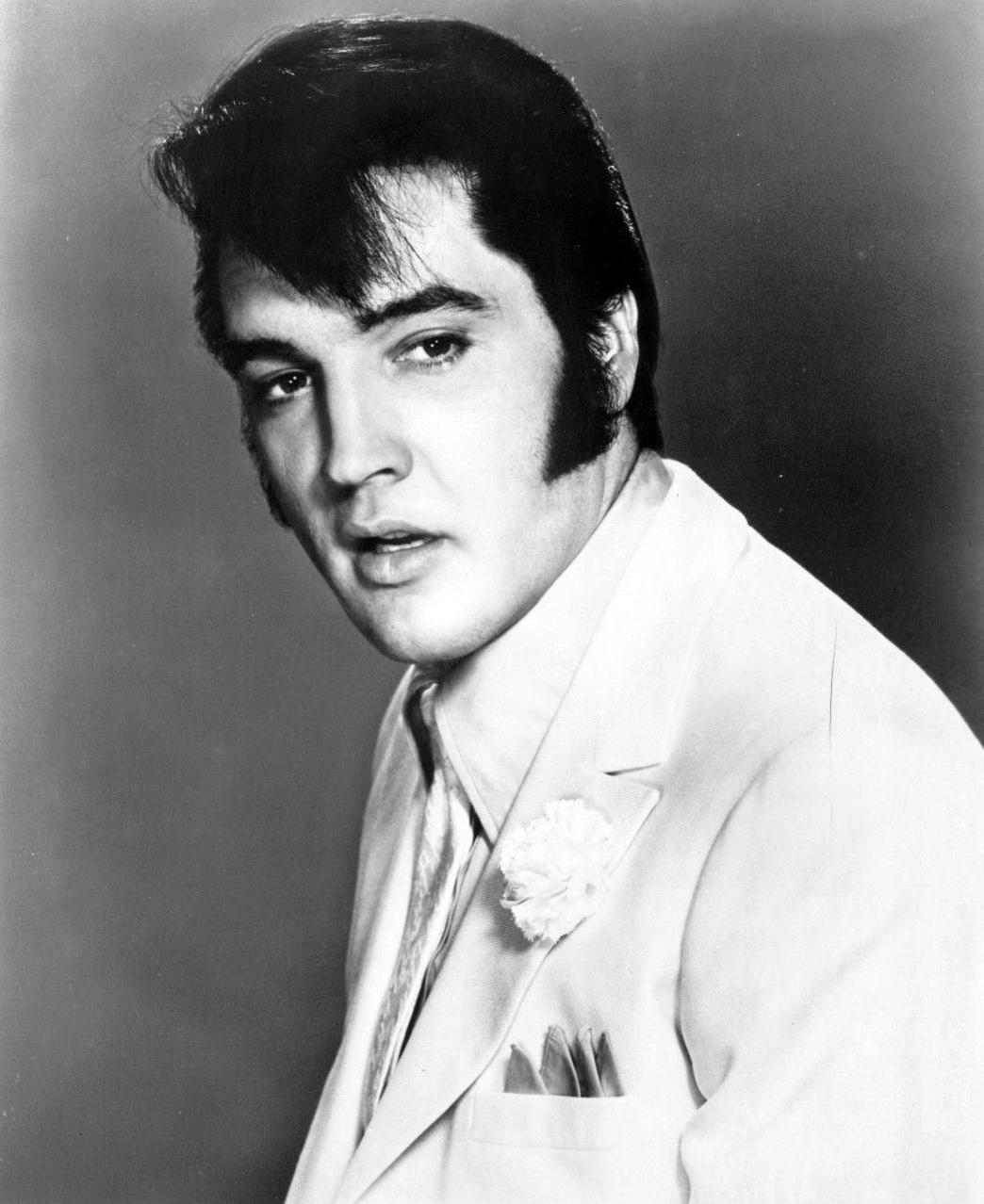
Elvis Presley, lata 60. XX wieku
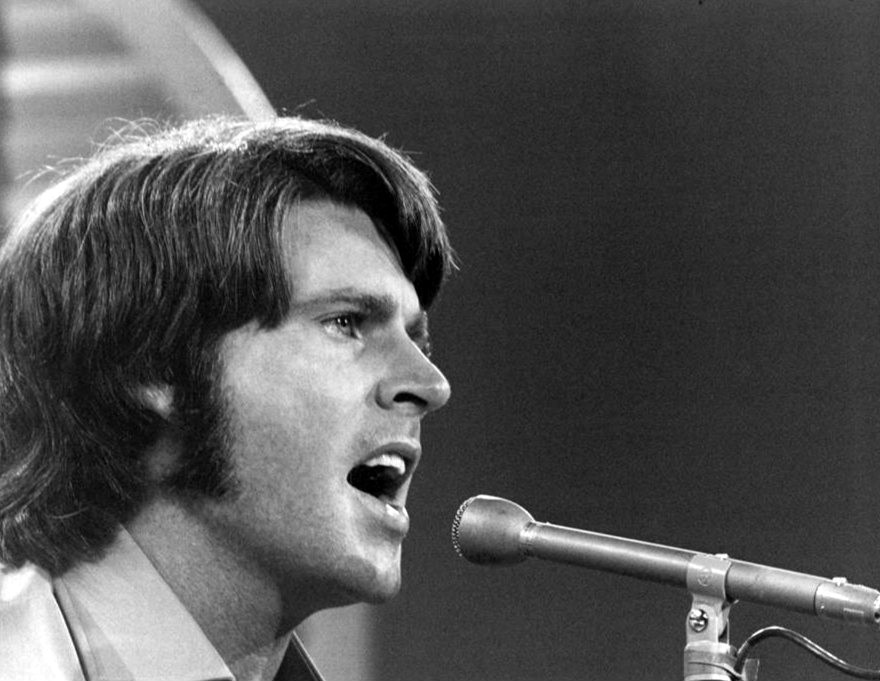
Ricky Nelson, rok 1970
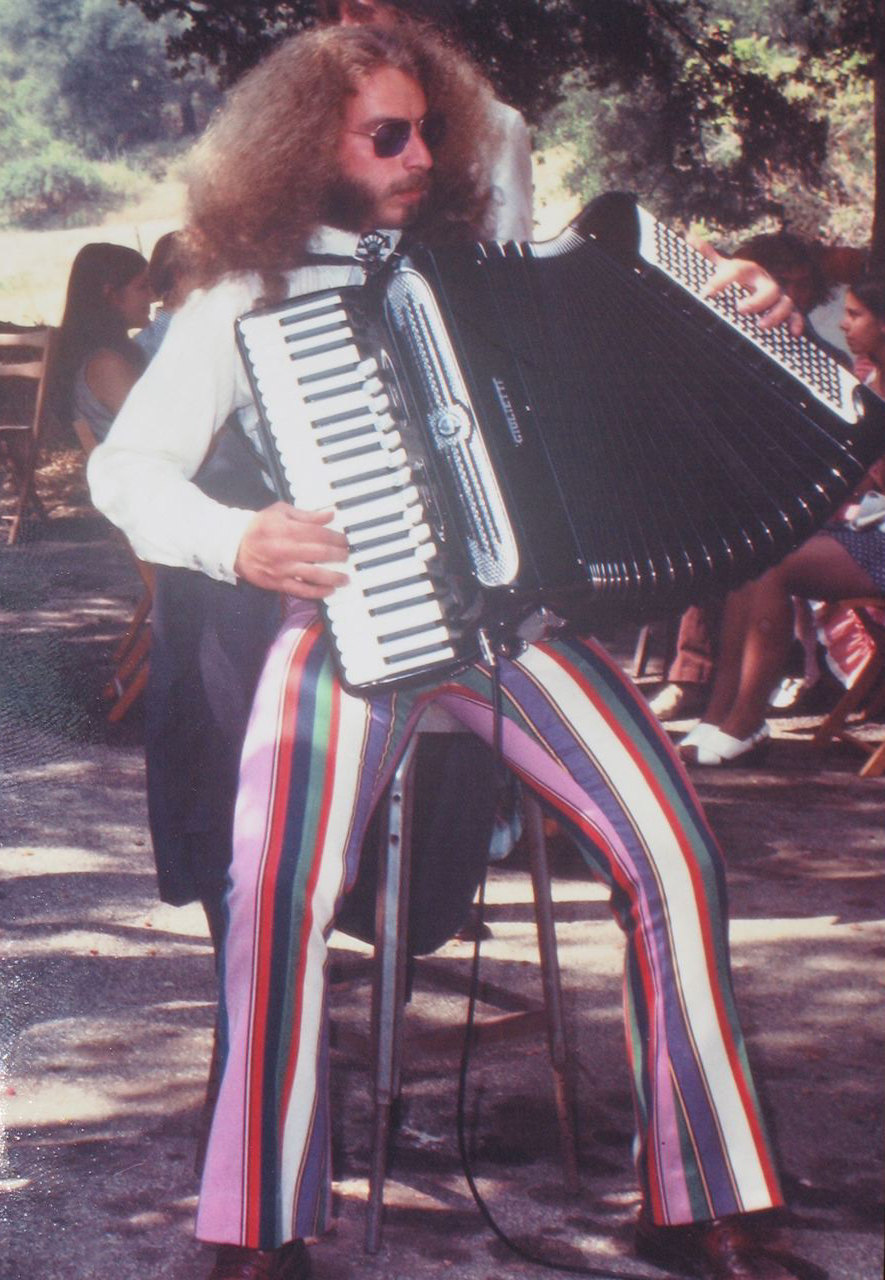
Jon Hammond, rok 1971
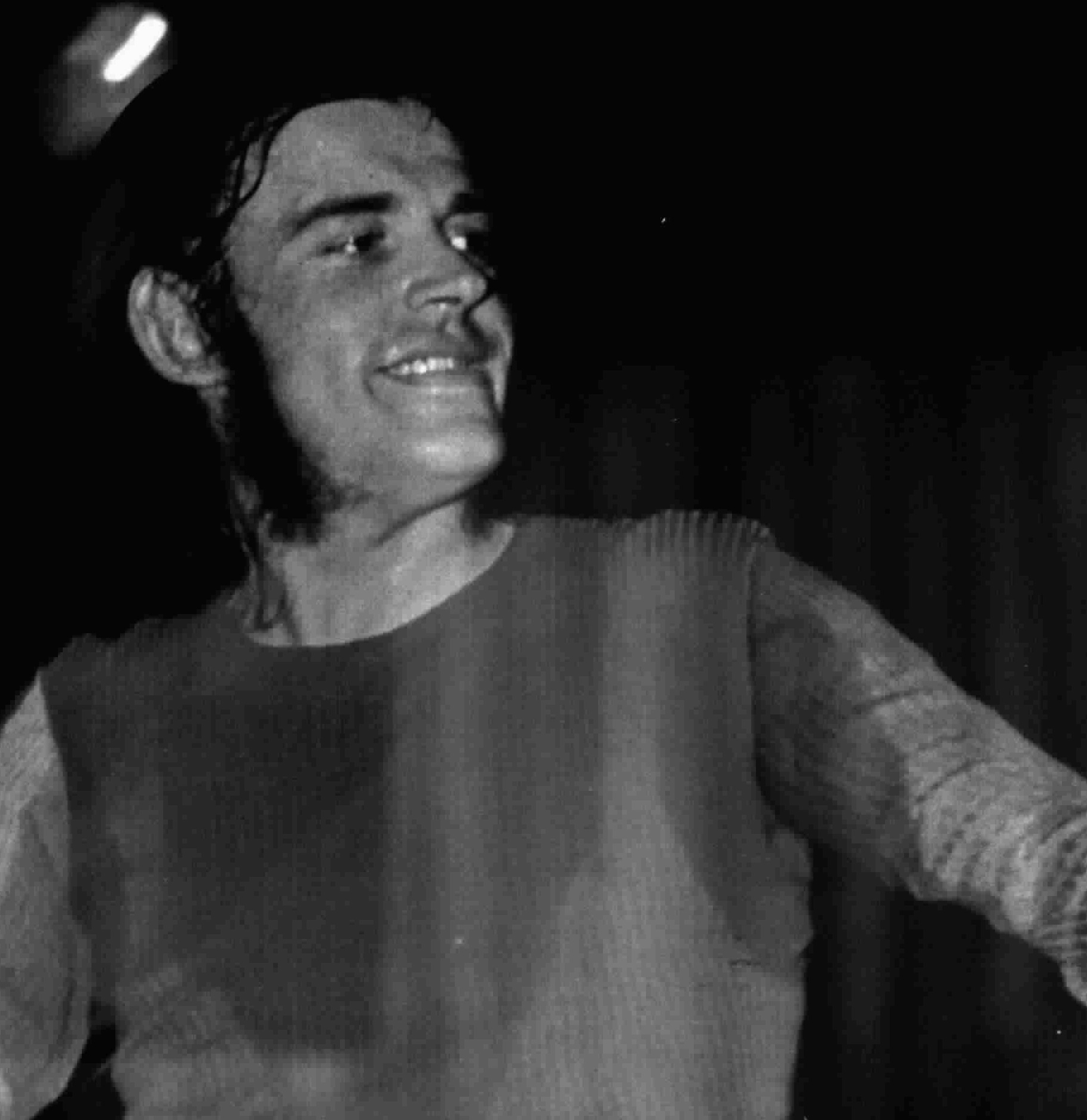
Joe Cocker, rok 1972
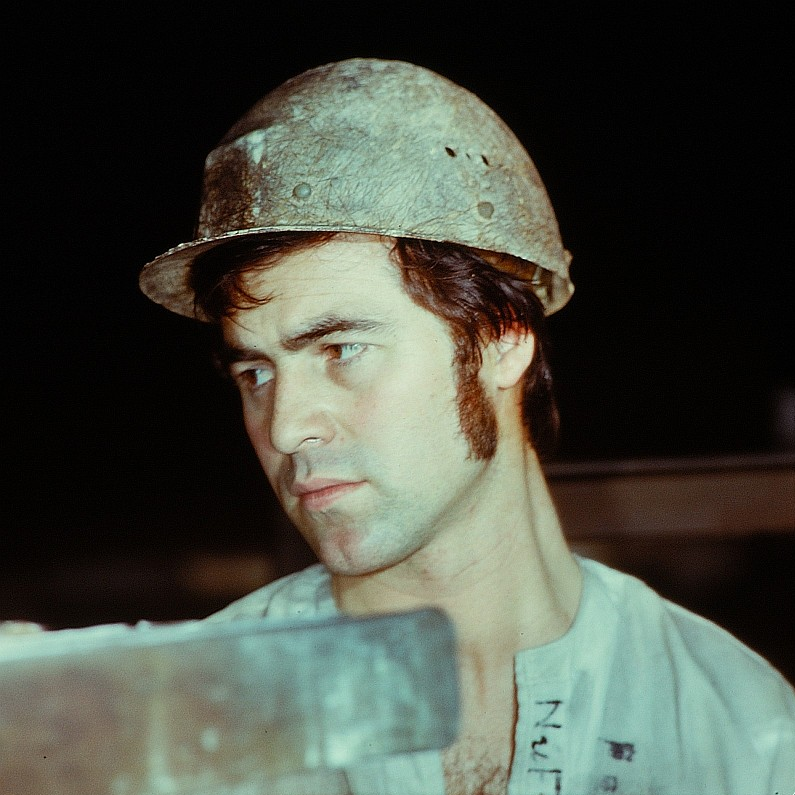
Pracownik metalurgiczny, rok 1976
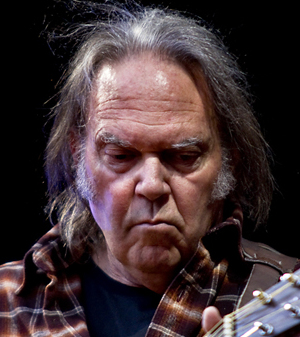
Neil Young, rok 2009
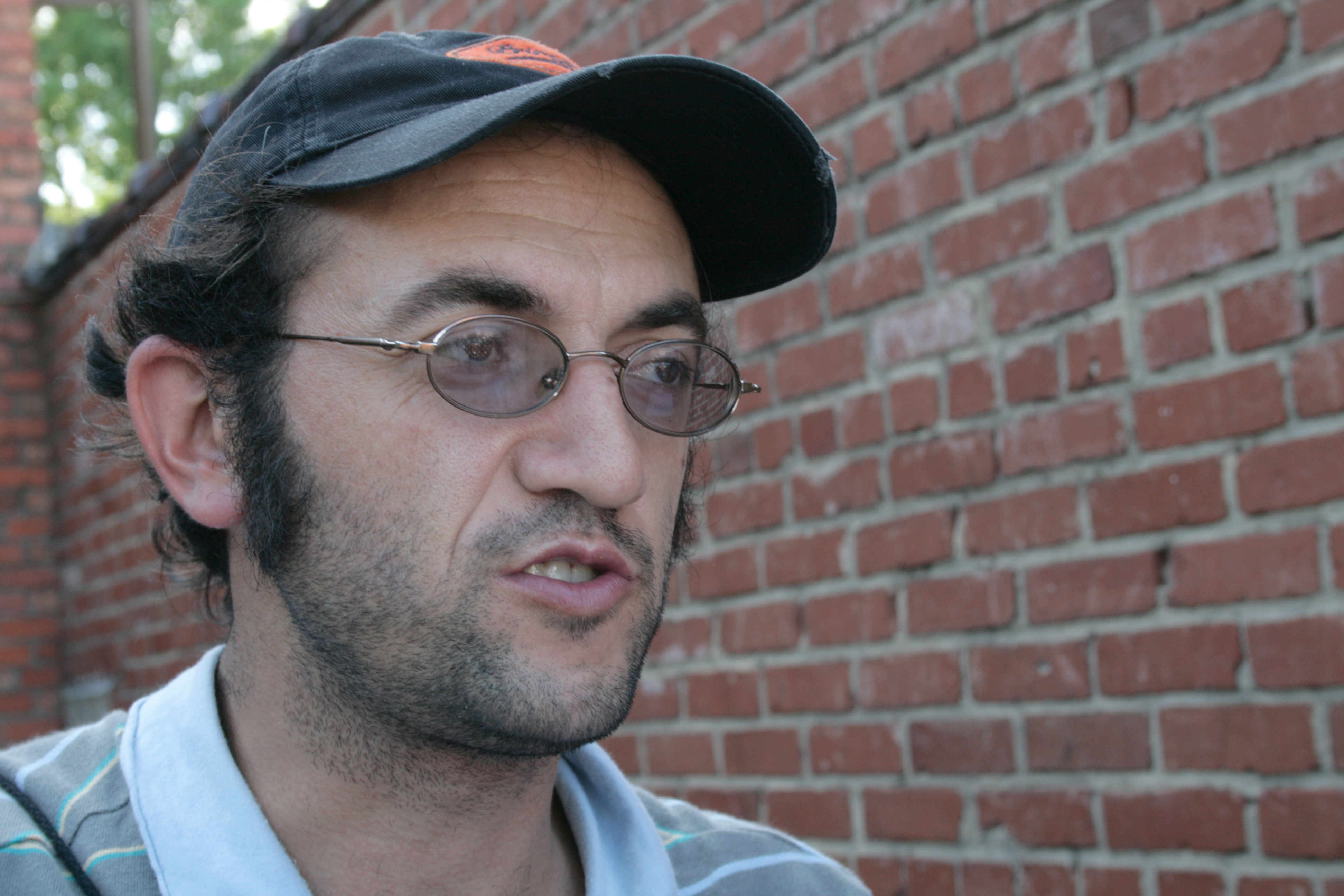
Amerykanin z Północnej Karoliny, rok 2009
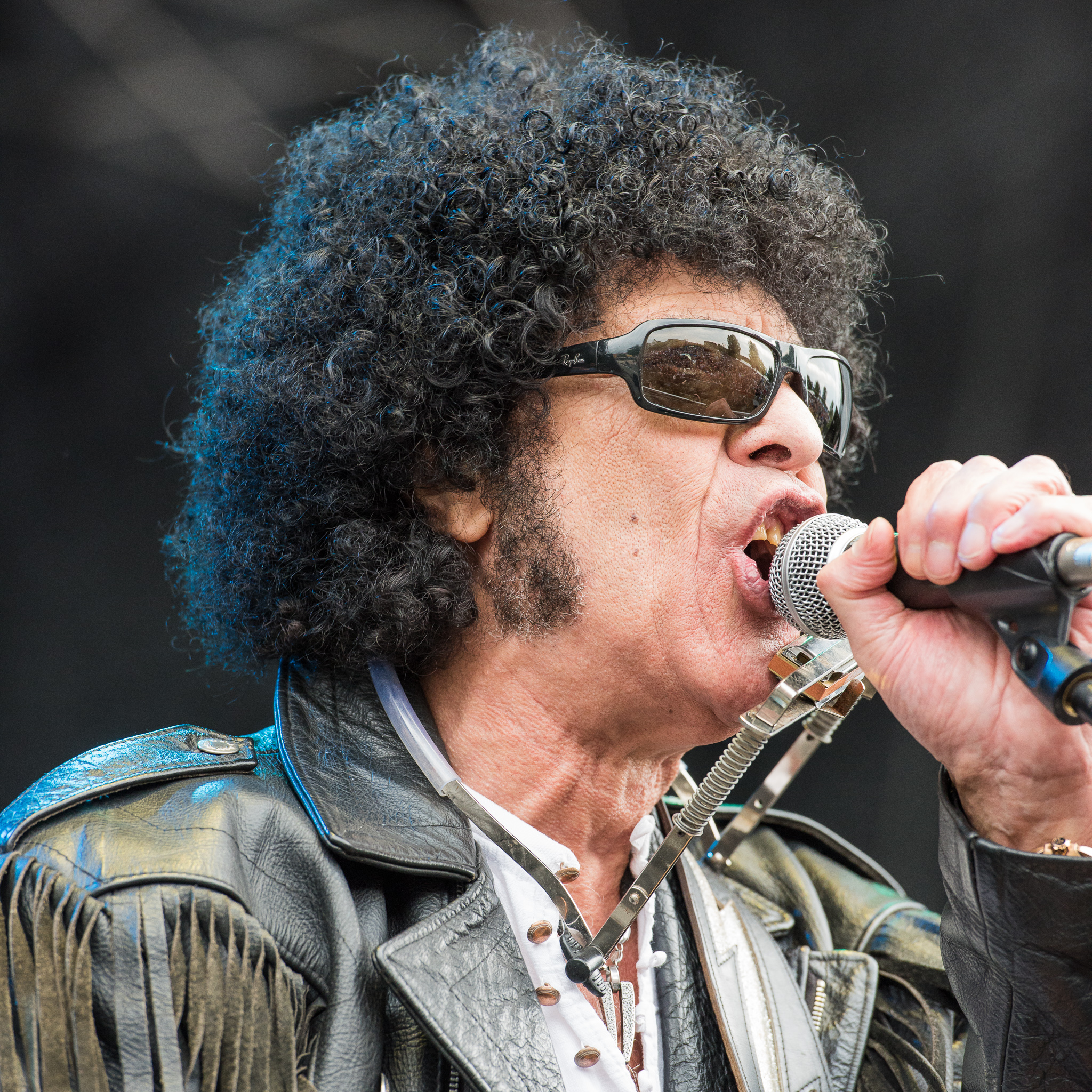
Ray Dorset, rok 2016

## Zootechnika i zoologia

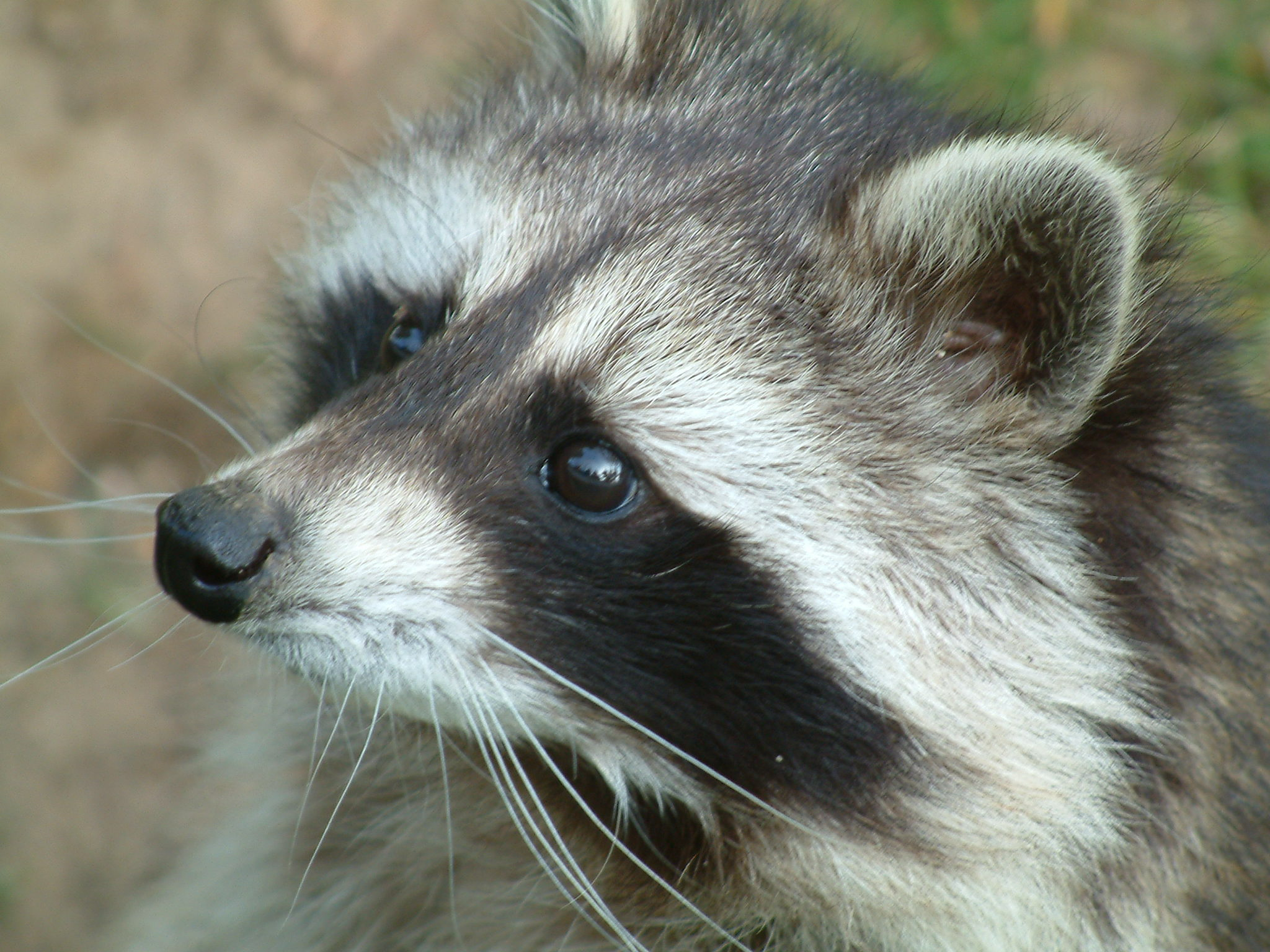
Bokobrody u szopa

Termin ten jest również używany w zootechnice przy opisie ortologicznego owłosienia u czubatych ras kur ozdobnych, czapli, perkozowych i innych neognatycznych, a także kotowatych, szopowatych czy psowatych (jenotów), a nawet owadów (muchówek), na przykład:
Czapla siwa – Ardea cinerea ... wielkości kaczki, w pierzeniu godowym na głowie dwa czuby z piór i rdzawoczerwone bokobrody, doskonale pływa i nurkuje...